# Béla von Kehrling
Béla von Kehrling (ur. 25 stycznia 1891 w Spiskiej Sobocie, zm. 26 kwietnia 1937 w Budapeszcie) – tenisista reprezentujący Węgry. Dwukrotny olimpijczyk – startował na igrzyskach w Sztokholmie (1912) i Paryżu (1924), gdzie startował w turniejach singlowych i deblowych.

## Występy na letnich igrzyskach olimpijskich

### Turnieje singlowe
| Igrzyska | Konkurencja                     | 1/64 finału           | 1/32 finału               | 1/16 finału               | Ćwierćfinał     | Półfinał        | Finał/Mecz o trzecie miejsce | Klasyfikacja końcowa |
| Igrzyska | Konkurencja                     | Rywal                 | Rywal                     | Rywal                     | Rywal           | Rywal           | Rywal                        | Klasyfikacja końcowa |
| -------- | ------------------------------- | --------------------- | ------------------------- | ------------------------- | --------------- | --------------- | ---------------------------- | -------------------- |
| LIO 1912 | Turniej singlowy (kort otwarty) | Wolny los             | Victor Hansen W 3:1       | Otto von Müller P 0:3     | → Nie awansował | → Nie awansował | → Nie awansował              | Miejsca 9-16         |
| LIO 1924 | Turniej singlowy                | Alexandru Roman W 3:0 | Charles Aeschlimann W 3:2 | Richard N. Williams P 2:3 | → Nie awansował | → Nie awansował | → Nie awansował              | Miejsca 9-16         |

### Turnieje deblowe
| Igrzyska | Konkurencja                             | Partner            | 1/32 finału                | 1/16 finału                 | Ćwierćfinał      | Półfinał         | Finał/Mecz o trzecie miejsce | Klasyfikacja końcowa |
| Igrzyska | Konkurencja                             | Partner            | Rywal                      | Rywal                       | Rywal            | Rywal            | Rywal                        | Klasyfikacja końcowa |
| -------- | --------------------------------------- | ------------------ | -------------------------- | --------------------------- | ---------------- | ---------------- | ---------------------------- | -------------------- |
| LIO 1912 | Turniej deblowy mężczyzn (kort otwarty) | Jenő von Zsigmondy | K. Robětín J. Zeman W 3:1  | H. Kitson Ch. Winslow P 1:3 | → Nie awansowali | → Nie awansowali | → Nie awansowali             | Miejsca 9-16         |
| LIO 1924 | Turniej deblowy mężczyzn                | Aurél von Kelemen  | A. Willard J. Bayley P 0:3 | → Nie awansowali            | → Nie awansowali | → Nie awansowali | → Nie awansowali             | Miejsca 17-32        |